# О'Феллон (Міссурі)
О'Феллон (англ. O'Fallon) — місто (англ. city) в США, в окрузі Сент-Чарлз штату Міссурі. Населення — 91 316 осіб (2020).

## Географія
О'Феллон розташований за координатами 38°47′1″ пн. ш. 90°42′55″ зх. д. / 38.78361° пн. ш. 90.71528° зх. д. (38.783504, -90.715351).  За даними Бюро перепису населення США в 2010 році місто мало площу 75,61 км², з яких 75,60 км² — суходіл та 0,01 км² — водойми.

### Клімат
| Клімат : О'Феллон       | Клімат : О'Феллон | Клімат : О'Феллон | Клімат : О'Феллон | Клімат : О'Феллон | Клімат : О'Феллон | Клімат : О'Феллон | Клімат : О'Феллон | Клімат : О'Феллон | Клімат : О'Феллон | Клімат : О'Феллон | Клімат : О'Феллон | Клімат : О'Феллон | Клімат : О'Феллон |
| Показник                | Січ.              | Лют.              | Бер.              | Квіт.             | Трав.             | Черв.             | Лип.              | Серп.             | Вер.              | Жовт.             | Лист.             | Груд.             | Рік               |
| Абсолютний максимум, °C | 24,4              | 29,4              | 31,1              | 34,4              | 33,3              | 36,1              | 40,6              | 41,7              | 38,9              | 35,0              | 29,4              | 24,4              | 41,7              |
| Середній максимум, °C   | 3,3               | 7,2               | 12,8              | 18,9              | 23,9              | 28,3              | 31,1              | 30,6              | 26,7              | 20,6              | 12,8              | 5,6               | 18,5              |
| Середній мінімум, °C    | −7,8              | −4,4              | 0,6               | 6,7               | 12,2              | 17,2              | 20,0              | 18,9              | 14,4              | 7,2               | 1,7               | −4,4              | 6,9               |
| Абсолютний мінімум, °C  | −30,6             | −25,6             | −23,9             | −7,8              | −3,3              | 3,9               | 7,2               | 2,2               | −2,8              | −7,2              | −20,6             | −33,3             | −33,3             |
| Норма опадів, мм        | 45                | 57                | 86                | 91                | 110               | 92                | 106               | 80                | 84                | 79                | 90                | 61                | 981               |
| ----------------------- | ----------------- | ----------------- | ----------------- | ----------------- | ----------------- | ----------------- | ----------------- | ----------------- | ----------------- | ----------------- | ----------------- | ----------------- | ----------------- |
| Джерело:                |                   |                   |                   |                   |                   |                   |                   |                   |                   |                   |                   |                   |                   |

## Демографія
Згідно з переписом 2010 року, у місті мешкало 79 329 осіб у 28 234 домогосподарствах у складі 21 436 родин. Густота населення становила 1049 осіб/км².  Було 29376 помешкань (389/км²).
Расовий склад населення:
| - 89,9 % — білих - 4,0 % — чорних або афроамериканців - 3,2 % — азіатів - 0,2 % — корінних американців - 0,1 % — вихідців з тихоокеанських островів |

До двох чи більше рас належало 1,8 %. Частка іспаномовних становила 2,7 % від усіх жителів.
За віковим діапазоном населення розподілялося таким чином: 30,0 % — особи молодші 18 років, 61,1 % — особи у віці 18—64 років, 8,9 % — особи у віці 65 років та старші. Медіана віку мешканця становила 34,3 року. На 100 осіб жіночої статі у місті припадало 95,5 чоловіків;  на 100 жінок у віці від 18 років та старших — 92,0 чоловіків також старших 18 років.
Середній дохід на одне домашнє господарство  становив 89 088 доларів США (медіана — 78 266), а середній дохід на одну сім'ю — 100 414 долари (медіана — 89 521). Медіана доходів становила 63 477 доларів для чоловіків та 43 912 долари для жінок. За межею бідності перебувало 4,6 % осіб, у тому числі 5,1 % дітей у віці до 18 років та 4,4 % осіб у віці 65 років та старших.
Цивільне працевлаштоване населення становило 44 148 осіб. Основні галузі зайнятості: освіта, охорона здоров'я та соціальна допомога — 21,4 %, виробництво — 13,3 %, роздрібна торгівля — 12,2 %.